# ノーバート・レオ・バッツ
ノーバート・レオ・バッツ（Norbert Leo Butz、1967年1月30日 - ）は、アメリカ合衆国の俳優。
セントルイス出身。
1996年、ブロードウェイのミュージカル『レント』のロジャー・デイヴィス役でデビュー、以降主にミュージカル俳優として活躍、トニー賞ミュージカル主演男優賞やドラマ・デスク・アワードミュージカル男優賞を各2回受賞するなど高い評価を受ける。また、テレビドラマ『BLOODLINE ブラッドライン』のケヴィン・レイバーン役でも知られる。

## 主な出演作品

### 映画
- プライベート・ソルジャー Went to Coney Island on a Mission from God... Be Back by Five (1998)
- 奇跡の歌 Looking for an Echo (2000) ※声のみ
- ナショナル・コード 陰謀の国家 Noon Blue Apples (2002)
- 40オトコの恋愛事情 Dan in Real Life (2007)
- フェア・ゲーム Fair Game (2010)
- ハイヤー・グラウンド Higher Ground (2011)
- グッバイ・アンド・ハロー 父からの贈りもの Greetings from Tim Buckley (2012)
- ディス/コネクト Disconnect (2012)
- 45歳からの恋の幕アケ!! The English Teacher (2013)
- 禁断のケミストリー Better Living Through Chemistry (2014)
- ルース・エドガー Luce (2019)
- みんなあつまれ! ワンダーパーク Wonder Park (2019) アニメ映画、声の出演
- フラッグ・デイ 父を想う日 Flag Day (2021)
- ブロードウェイ ドリーム! Better Nate Than Ever (2022)
- エクソシスト 信じる者 The Exorcist: Believer (2023)
- 名もなき者/A COMPLETE UNKNOWN A Complete Unknown (2024)

### テレビドラマ
- LAW & ORDER:性犯罪特捜班 Law & Order: Special Victims Unit (2000) 1エピソード
- LAW & ORDER:犯罪心理捜査班 Law & Order: Criminal Intent (2009) 1エピソード
- ディープ・エンド The Deep End (2010) 7エピソード
- CSI:科学捜査班 CSI: Crime Scene Investigation (2010) 1エピソード
- グッド・ワイフ The Good Wife (2011) 1エピソード
- レイト・ショー・ウィズ・デイヴィッド・レターマン Late Show with David Letterman (2011) 1エピソード
- ブルーブラッド 〜NYPD家族の絆〜 Blue Bloods (2011) 1エピソード
- BLOODLINE ブラッドライン Bloodline (2015-2017) 33エピソード
- マンション・ハウス・ホスピタル Mercy Street (2016-2017) 12エピソード
- TRUST/トラスト ゲティ家のスキャンダル Trust (2018) 3エピソード
- フォッシー&ヴァードン 〜ブロードウェイに輝く生涯〜 Fosse/Verdon (2019) ミニシリーズ
- マダム・セクレタリー Madam Secretary (2019) 2エピソード
- DEBRIS/デブリ Debris (2021) 13エピソード
- プレインビルの少女 The Girl from Plainville (2022) ミニシリーズ
- JUSTIFIED 俺の正義: クライムシティ デトロイト  Justified: City Primeval (2023) 8エピソード

### 舞台
- レント Rent (1996-1997, 2000)
- キャバレー Cabaret (1999-2000)
- ジュノーと孔雀 Juno and the Paycock (2000)
- ウィキッド Wicked (2003-2004)
- ペテン師と詐欺師 Dirty Rotten Scoundrels (2005-2006)
- キャッチ・ミー・イフ・ユー・キャン Catch Me If You (2011)
- ビッグ・フィッシュ Big Fish (2013)
- マイ・フェア・レディ My Fair Lady (2018-2019)

## 受賞
- 第59回トニー賞（2005年）ミュージカル主演男優賞（『ペテン師と詐欺師』）[2]
- 第65回トニー賞（2011年）ミュージカル主演男優賞（『キャッチ・ミー・イフ・ユー・キャン』）[3]
- 2005年度ドラマ・デスク・アワードミュージカル男優賞（『ペテン師と詐欺師』）[4]
- 2011年度ドラマ・デスク・アワードミュージカル男優賞（『キャッチ・ミー・イフ・ユー・キャン』）[5]